# Johann Friedrich Wender
Johann Friedrich Wender (getauft 6. Dezember 1655 in Dörna, Thüringen; † 13. Juni 1729 ebenda) war ein deutscher Orgelbauer, der seine Werkstatt in Mühlhausen/Thüringen hatte.

## Leben
Wender arbeitete eng mit Johann Sebastian Bach zusammen. J. S. Bach bekam 1703 seine erste Organistenstelle an der Neuen Kirche in Arnstadt, nachdem er dort die von Wender neu gebaute Orgel abgenommen hatte. 1707 wechselte Bach nach Mühlhausen, dem Wirkungsort von Wender. Während seiner zweiten, fast zehn Jahre währenden Anstellung im Dienste der Weimarer Herzöge, wirkte Bach 1708 bis 1717 als Hoforganist in der  Schlosskapelle „Weg zur Himmelsburg“, deren Instrument Wender einer Reparatur unterzog.

## Schüler
Bekannte Schüler von Johann Friedrich Wender sind Johann Christian Dauphin, Johann Jacob John, sein Sohn Christian Friedrich Wender und sein Schwiegersohn Johann Nikolaus Becker.

## Werkliste
| Jahr              | Ort          | Gebäude                              | Bild | Manuale | Register | Bemerkungen |
| ----------------- | ------------ | ------------------------------------ | ---- | ------- | -------- | --- |
| 1689–1691         | Mühlhausen   | Divi Blasii                          |      | II/P    | 29       | Erweiternder Teilneubau |
| 1695              | Seligenstadt | Abtei                                |      | II/P    | 31       | |
| 1699–1703         | Arnstadt     | Neue Kirche                          |      | II/P    | 29       | Bau einer neuen Orgel für die Neue Kirche, dem Nachfolgebau für die niedergebrannte Bonifatiuskirche, der heutigen Johann-Sebastian-Bach-Kirche.        |
| zw. 1684 und 1727 | Weimar       | Stadtkirche                          |      |         |          | Orgelneubau gemeinsam mit Christoph Junge (Laußnitz) |
| zw. 1684 und 1727 | Weimar       | Schlosskapelle „Weg zur Himmelsburg“ |      |         |          | Reparatur |
| 1708              | Mühlhausen   | Divi Blasii                          |      | III/P   | 38       | Umbau nach Vorschlägen von J. S. Bach |
| 1714              | Erfurt       | Severikirche                         |      | II/P    | 24       | Prospekt erhalten |
| 1714–1717         | Merseburg    | Dom- und Schlosskirche               |      | IV/P    | 66       | Reparatur und Fertigstellung der 1695 von Zacharias Thayßner begonnenen Orgel; Gehäuse erhalten Beitrag zur Orgel                                       |
| 1716–1722         | Merseburg    | St. Maximi                           |      |         |          | Neubau, am 11./12. Mai 1722 durch den Thomaskantor Johann Kuhnau aus Leipzig und den Merseburger Kirchenmusikdirektor Georg Friedrich Kauffmann geprüft |